# بازگشت به خانه (ترانه)
«بازگشت به خانه» (به انگلیسی: Coming Home) ترانه‌ای از گروهٔ دونفرهٔ درام اند بیس سیگما به‌همراهٔ خوانندهٔ بریتانیایی ریتا اورا می‌باشد که در ۶ نوامبر سال ۲۰۱۵ منتشر گردید.